# Кларксон Вали (Мисури)
Кларксон Вали (енгл. Clarkson Valley) град је у америчкој савезној држави Мисури.

## Демографија
По попису из 2010. године број становника је 2.632, што је 43 (-1,6%) становника мање него 2000. године.
| Група             | 2000.         | 2010.         |
| Белци             | 2.490 (93,1%) | 2.402 (91,3%) |
| Афроамериканци    | 36 (1,3%)     | 39 (1,5%)     |
| Азијати           | 86 (3,2%)     | 93 (3,5%)     |
| Хиспаноамериканци | 32 (1,2%)     | 57 (2,2%)     |
| Укупно            | 2.675         | 2.632         |